# Batrachorhina excavata
Batrachorhina excavata är en skalbaggsart som beskrevs av Stefan von Breuning 1942. Batrachorhina excavata ingår i släktet Batrachorhina och familjen långhorningar. Inga underarter finns listade.